# Siglufjörður
Siglufjörður [ˈsɪklʏˌfjœrðʏr] (dt. „Schiffsmastfjord“) ist eine Handelsstadt in der Gemeinde Fjallabyggð in der Region Norðurland eystra auf Island. Am 1. Januar 2023 hatte sie 1182 Einwohner.

## Geographie
Siglufjörður ist die nördlichste Stadt Islands und liegt im gleichnamigen Fjord auf der Halbinsel Tröllaskagi. Die Entfernung nach Reykjavík beträgt 386 Straßenkilometer.

## Geschichte
In der Zeit des Heringsbooms hatte Siglufjörður über 3.000 Einwohner. Von der Glanzzeit zeugt noch das Heringsfangmuseum und ein Heringsfest.
Die erste Sparkasse Islands wurde 1873 in Siglufjörður gegründet, und die Stadtrechte (kaupstaðurréttindi) wurden am 22. Oktober 1918 verliehen. Die Einwohnerzahl betrug 146 im Jahre 1901 und 415 im Jahre 1910, 1920 lag sie bei 1159, 1930 bei 2022, 1940 bei 2884, 1950 bei 3015, 1960 bei 2680, 1970 bei 2161 und 1979 bei 2047. 1989 betrug die Einwohnerzahl 1806.
Ab 1970 ging der Heringsfang erheblich zurück und viele Einwohner verließen den Ort, da die Hering-verarbeitenden Betriebe geschlossen wurden. Im Rahmen einer wirtschaftlichen Umstrukturierung, die nur langsam in Gang kam, wurden einige neue Kleinbetriebe angesiedelt, und man bemühte sich um einen Ausbau des Fremdenverkehrs.
Im Juni 2006 wurde die Stadtgemeinde Siglufjörður (isl. Siglufjarðarkaupstaður) mit Ólafsfjörður (isl. Ólafsfjarðarbær) zusammengeschlossen und die Gemeinde Fjallabyggð gebildet. Mit der Bildung von Fjallabyggð wechselte Siglufjörður von der Region Norðurland vestra in die Region Norðurland eystra.

## Kultur

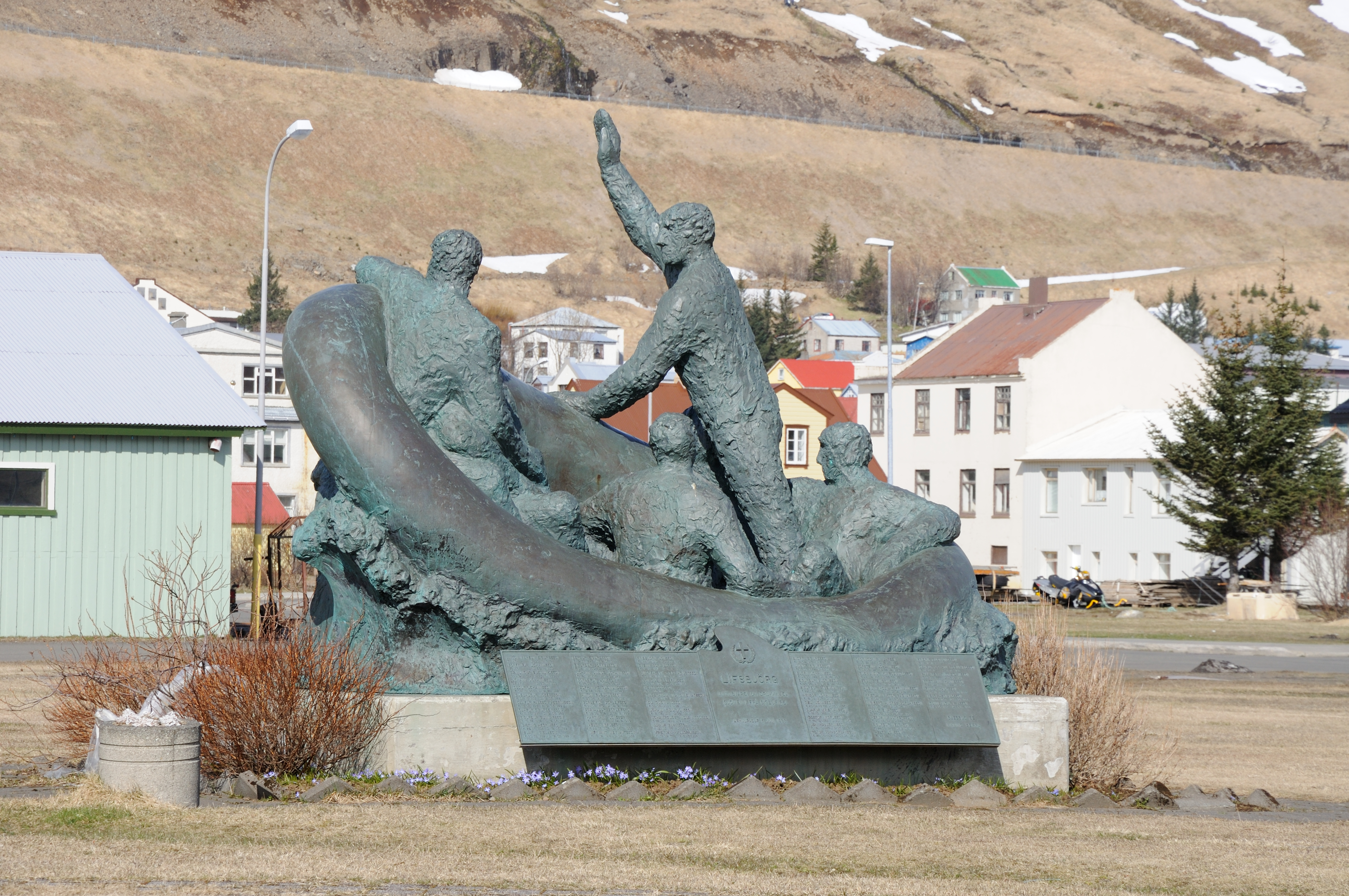
Denkmal Lífsbjórg

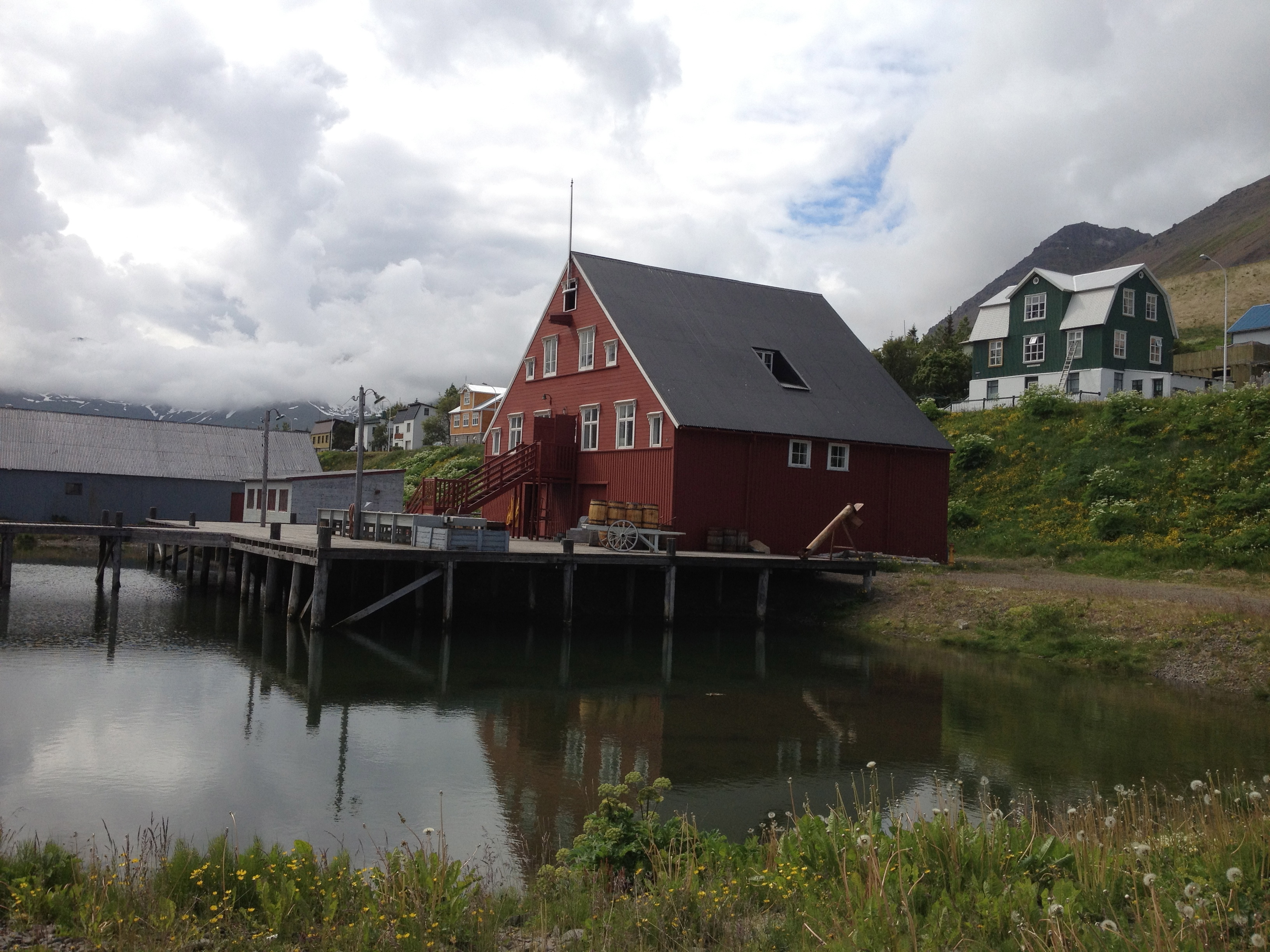
Heringsmuseum

Im Juli findet in Siglufjörður das Volksmusikfestival mit isländischer und internationaler Musik statt. Dies geht auf die Initiative des politisch einflussreichen Priesters und Komponisten Bjarni Þorsteinsson (1861–1938) zurück, der in Island als der „Bewahrer der isländischen Volksmusik“ gilt. Ihm wurde im ältesten Haus des Ortes aus dem Jahr 1884 ein Museum gewidmet, in dem Bjarni ab 1888 zehn Jahre lebte und arbeitete. Er sammelte knapp 25 Jahre seines Lebens traditionelle und fast vergessene Lieder Islands, die er in der Zeit von 1906 bis 1909 erneut veröffentlichte, und die somit der Nachwelt erhalten geblieben sind. In dem Museum wird das Leben aber auch sein Wirken dargestellt, gleichzeitig können traditionelle Instrumente und Lieder angeschaut bzw. angehört werden.
Die evangelische Kirche Siglufjarðarkirkja wurde 1932 eingeweiht, bietet 400 Sitzplätze und ist mit einer Länge von 35 m und einer Breite von 12 m relativ groß. An ihrem 30 m hohen Turm befinden sich zwei Kirchturmuhren, die 1932 von der Sparkasse gespendet wurden, und in ihrem Innern ist ein Altargemälde von 1726 beachtenswert, welches das Letzte Abendmahl darstellt. Die farbigen Kirchenfenster wurden 1974 von der deutschen Künstlerin Maria Katzgrau geschaffen. Vor der Kirche erhebt sich die große Skulptur Síldveiði (Heringsfang) von dem isländischen Künstler Ragnar Kjartansson, und am Hafen erinnert das Denkmal Lífsbjórg von 1988 an 62 Seeleute aus dem Ort, die zwischen 1900 und 1988 auf See den Tod fanden.
Eines der ältesten Gebäude der Stadt ist das 1886 mit einer Länge von 10,22 m und einer Breite von 3,88 m aus Holz erbaute Sæbyhús, das 1915 um eine weit vorragende, auf zwei Pfeilern ruhende Mansarde erweitert wurde und bereits seit 1977 unter Denkmalschutz steht.
Ein weiteres markantes Gebäude ist das Norwegische Seemannsheim (Norska sjómannaheimilið), das 1915 für norwegische Seeleute mit einer Arztpraxis und zwei Krankenzimmern sowie einem Versammlungssaal aus Holz erbaut wurde. Das Bauholz des 16,7 m langen und 9,13 m breiten Gebäudes, das bereits seit 1977 unter Denkmalschutz steht, war bereits in Haugesund in Norwegen vorbereitet und zurechtgesägt worden. 1985–1986 wurde es renoviert und beherbergt seitdem die Musikschule der Stadt.
Bekannt ist Siglufjörður unter anderem wegen des Heringsfestivals (Síldarævintýrið), das jedes jahr im August stattfindet, und wegen des Heringsmuseums (Síldarminjasafn) in dem 1907 erbauten Haus Roaldsbakki.
Siglufjörður war 2015 Hauptdrehort der Fernsehserie Trapped – Gefangen in Island, die allerdings in Seyðisfjörður spielte, wobei auch in Seyðisfjörður viele Außenaufnahmen vorgenommen wurden.

## Verkehr
Der Ort liegt am Siglufjarðarvegur .
Bis zum Bau des ersten längeren Tunnels in Island – dem Strákagöng – war der Ort auf dem Landweg nur schwierig zu erreichen.
Von 2006 bis 2010 wurde zwischen Ólafsfjörður und Siglufjörður der Tunnel Héðinsfjarðargöng gebaut.

## Söhne und Töchter der Stadt
- Jóhann Vilbergsson (* 1935), Skirennläufer
- Björn Olsen (* 1946), Skirennläufer
- Kristján L. Möller (* 1953), Politiker
- Alma D. Möller (* 1961), Medizinerin und Politikerin
- Illugi Gunnarsson (* 1967), Politiker
- Birkir Jón Jónsson (* 1979), Politiker